# رويفع بن ثابت
رويفع بن ثابت الأنصاري الخزرجي صحابي من بني مالك بن النجار، شهد مع النبي محمد خيبراً، كما شهد «فتوح الشام».

## حياته

### نسبه
رويفِع بن ثابِت بن سكن بن عدي بن حارثة بن عمرو بن زيدِ مناة بن عدِي بن عمرو بن مالِك بن النجار وهو تيم اللَّه بن ثعلبة بْن عمرو بن الخزرج

### إمارته
تولى في عهد معاوية بن أبي سفيان أمر طرابلس الغرب سنة 46 هـ ومنها ساهم في دخول الإسلام  لأفريقية سنة 47 هـ فدخل جربة وقال خطبته الشهيرة 
| رويفع بن ثابت | لا أَقُولُ فِيكُمْ إِلا مَا سَمِعْتُ رَسُول اللَّهِ صَلَّى اللَّهُ عَلَيْهِ وَسَلَّمَ يَقُولُ فِينَا يَوْمَ خَيْبَرَ: " لا يَحِلُّ لامْرِئٍ يُؤْمِنُ بِاللَّهِ وَالْيَوْمِ الآخِرِ أَنْ يَسْقِيَ مَاءَهُ زَرْعَ غَيْرَهُ. يَعْنِي: إِتْيَانَ الْحَبَالَى مِنَ الْفَيْءِ، وَلا يَحِلُّ لامْرِئٍ يُؤْمِنُ بِاللَّهِ وَالْيَوْمِ الآخِرِ، أَنْ يُصِيبَ امْرَأَةً مِنَ السَّبْيِ ثَبِّيًا حَتَّى يَسْتَبْرِئَهَا، وَلا يَحِلُّ لامْرِئٍ يُؤْمِنُ بِاللَّهِ وَالْيَوْمِ الآخِرِ أَنْ يَبِيعَ مَغْنَمًا حَتَّى يُقْسَمَ، وَلا يَحِلُّ لامْرِئٍ يُؤْمِنُ بِاللَّهِ وَالْيَوْمِ الآخِرِ أَنْ يَرْكَبَ دَابَّةً مِنْ فَيْءِ الْمُسْلِمِينَ حَتَّى إِذَا أَعْجَفَهَا رَدَّهَا فِيهِ، وَلا يَحِلُّ لامْرِئٍ يُؤْمِنُ بِاللَّهِ وَالْيَوْمِ الآخِرِ أَنْ يَلْبَسَ ثَوْبًا مِنْ فَيْءِ الْمُسْلِمِينَ حَتَّى إِذَا أَخْلَقَهُ رَدَّهُ | رويفع بن ثابت |

ووصل إلى موقع القيروان حيث أسس مسجدا عرف بعد تأسيس القيروان باسم «مسجد الأنصار» أو «مسجد سيدي رويفع»، ثم انتقل إلى مدينة البيضاء في برقة شرق ليبيا وبقي بها وأصبح أمير برقة إلى أن مات سنة 56هـ ودفن في البيضاء وأقيم في المدينة ضريح له ومسجد سمى (سيدي رويفع) وهو من أشهر المعالم الدينية في المدينة.